# Empedokles
Empedokles z Akragas (gr. Ἐμπεδοκλῆς ὁ Ἀκραγαντῖνος Empedokles ho Akragantinos, ur. ok. 494, zm. ok. 434 p.n.e.) – starogrecki uczony: uzdrowiciel, filozof, poeta i polityk. Twórca koncepcji czterech żywiołów.

## Życiorys
Pochodził z doryckiej kolonii Akragas (lub Agrygent, obie nazwy były używane). Relacje o jego życiu, podobnie jak o życiu Pitagorasa, zawierają więcej wymysłów niż wiarygodnych faktów.
Empedokles był znany jako aktywny działacz polityczny, zwolennik demokracji ustroju niewolniczego. W późniejszym okresie wiele wędrował po macierzystej Grecji, nauczając i lecząc. Uchodził za cudotwórcę, gdyż uwolnił miasto Selinunt od febry, osuszając okoliczne bagna, rodzinne miasto zaś od nadmiernych upałów, otwierając dostęp świeżym wiatrom północnym przez przebicie otaczających skał. Arystoteles uważał go za twórcę retoryki, a jego uczniem miał być słynny Gorgiasz z Leontinoi. Uważa się, że Empedokles był twórcą szkoły medycznej – przed nim medycyną zajmowali się kapłani i pitagorejczycy.
Przypuszcza się, że Empedokles słuchał nauk Parmenidesa, a mógł też mieć związki z pitagorejczykami. Z jego pism zachowały się jedynie fragmenty wierszowanego dzieła Περὶ φύσεως (Peri physeos, O naturze) i poematu mistycznego Καθαρμοί (Katharmoi, Oczyszczenia). Z tego ostatniego zachowało się jedynie około 5% całości – rekonstrukcja dokonana przez Günthera Zuntza obejmuje zaledwie 100 wersów z około 2000. Poza tym Empedokles miał pisać tragedie – stworzył ich jakoby 43. Zarysy jego filozofii odtwarzamy w dużej mierze na podstawie przekazów doksograficznych, zachowanych w pismach innych filozofów – między innymi Arystotelesa i Lukrecjusza.
Na temat śmierci Empedoklesa krąży wiele legend. Historycy filozofii skłaniają się do poglądu, że pod koniec życia został wygnany z Akragas i zmarł w Grecji. Opowieści o tym, jakoby rzucił się do Etny, były prawdopodobnie rozpuszczane przez jego przeciwników politycznych.

## Dzieło
Uważa się, że Empedokles starał się pogodzić budzący zbyt wiele kontrowersji monizm eleatów z codziennymi obserwacjami. Zajmuje stanowisko pośrednie między Parmenidesem, według którego byt jest jeden i niezmienny, a Heraklitem, głoszącym totalną zmienność bytu. Zdaniem prof. Szestakowa Empedokles był pierwszym przedstawicielem filozofii miłości, którą wyłożył w poemacie O naturze.

### Teoria bytu
Opracowując swoją teorię, Empedokles oparł się na twierdzeniu Parmenidesa o wieczności, niezniszczalności i niezmienności tego, co naprawdę istnieje. Uważał on jednak za pewne istnienie wielości rzeczy. Według Empedoklesa, zasada bytu (ἀρχή arche) jest czworaka i tworzą ją cztery ῥίζαι (rhizai, korzenie), nazwane później żywiołami, elementami (στοιχεῖα, stoicheia), lub pierwiastkami. Są to ziemia, woda, powietrze i ogień. Elementy są wieczne, bo „to, co jest", nie powstaje, nie przemija i jest niezmienne. Z drugiej strony zmienność również istnieje, bo:
„Nie ma powstawania czegokolwiek, co jest śmiertelne, ani nie jest końcem niszcząca śmierć. Jest tylko mieszanie się i wymiana tego, co pomieszane.”
W ten sposób Empedokles pogodził teorię Parmenidesa o niezmienności bytu z poglądami Heraklita o nieustannej zmienności zjawisk.
Oprócz korzeni, które są bierne, Empedokles wprowadził dwa elementy czynne: miłość (φιλία philia) i waśń (νεῖκος neikos; często zwana niezgodą lub nienawiścią). Również elementy czynne są wieczne: „były one przedtem i będą, i nigdy, zdaje się, nie będzie czas bezgraniczny wolny od tej pary”.
Mamy zatem u Empedoklesa po raz pierwszy w historii oddzielenie pojęcia siły od materii – stała się ona czymś biernym, co kształtowane jest przez zewnętrzną w stosunku do niej siłę. W oparciu o tę koncepcję Empedokles przystąpił do wyjaśniania świata i dokonujących się w nim przemian.
Wspólne działanie miłości i waśni wyznaczają budowę i losy świata. Są one cykliczne i przebiegają w czterech etapach.
1. Wszystkie żywioły tworzą kulę (σφαῖρος sphairos) świata, spajane siłą miłości.
2. Siła miłości zaczyna maleć, a narasta waśń. Przyciągają się jedynie elementy podobne i następuje wyraźne rozgrupowanie elementów.
3. Powstaje całkowity chaos, królestwo waśni.
4. Miłość ponownie zaczyna spajać elementy, prowadząc do harmonii.

Ciekawe są te poglądy Empedoklesa, które dziś określilibyśmy jako „przyrodnicze”. W dziedzinie fizyki dopuszczał on skończoność prędkości światła, a w biologii stwierdzał, że „włosy, liście, grube pióra ptaków i łuski rosnące na potężnych członkach są tym samym”. W drugim okresie świata, gdy z harmonii wyłaniają się osobne byty, na świecie pojawiają się poszczególne części roślin, zwierząt i ludzi: „głowy bez szyi, oczy bez czoła” i „gdzie się przypadkiem spotkały, tam się z sobą łączyły”. „Organizmy” utworzone z nieodpowiednich połączeń ginęły, a pozostały jedynie te, które były wystarczająco dostosowane do przeżycia. Można to interpretować jako zapowiedź przyszłych doktryn ewolucyjnych, tym bardziej, że u Empedoklesa ewolucja roślin miała poprzedzać ewolucję zwierząt, a ta z kolei miała poprzedzać ewolucję ludzi.

## Kosmogonia
Zdaniem Empedoklesa Wszechświat nie ma struktury stałej, ale zmienną, zależną od działania sił zewnętrznych: przyciągania (miłości) i odpychania (nienawiści). Wzorem poprzedników Empedokles wpisuje w kosmologię metafizyczną zasadę organizującą życie Wszechświata. Jest nią parmenidejska zasada, mówiąca, że nic nie może powstać z niczego, a to, co jest, nie może przestać być. Zasada ta jednak, zdaniem Empedoklesa, odnosi się wyłącznie do elementów prostych. To, co złożone, powstaje zaś i ginie. Składniki są więc niezmienne, zmienne są ich układy.
Są cztery składniki świata – ziemia, ogień, powietrze i woda. Każdy z nich to odrębny rodzaj materii. Pełnią one rolę parmenidejskiego Jedna: są wieczne, niezmienne, nie powstają i nie przemijają. Rzeczy różnią się zaś proporcjami, w jakich owe składniki są w nich zmieszane.
Powstawaniu rzeczy sprzyjają siły zewnętrzne. Są one równie pierwotne, co żywioły. Świat ma zatem charakter dynamiczny. Są cztery okresy życia świata (okres pierwszy i trzeci są okresami eleackiej nieruchomości, drugi i czwarty zaś – okresami heraklitejskiej zmienności):
- pierwszy to stan doskonały świata (Sfairos), kiedy elementy są wymieszane.
- drugi to okres, w którym do Sfairosu wciska się nienawiść (kierując ku środkowi). Tworzy się świat. Powietrze drąży kulę świata, której powierzchnia (pod wpływem ognia) twardnieje i otacza świat jako sklepienie niebieskie. Poza kulą świata nic nie istnieje. Wewnątrz kuli wir miłości przesuwa ogień do góry, a powietrze do dołu. Tak powstają dwie półkule: jasna (ogień) i ciemna (powietrze). Dzięki naciskowi ognia obie zostają wprawione w ruch obrotowy (co z kolei wprawia w ruch niebo). Początkowo ruch ten był wolny, ale z czasem stał się szybszy, wiążąc błotniste jądro świata. Przeciskająca się woda miesza się z powietrzem i paruje, opasując kulę świata warstwą, wokół której obracają się obie półkule. Do obracającego się firmamentu przytwierdzone są gwiazdy. Planety zaś poruszają się swobodnie, zajmując określone dla nich pozycje. Ziemia rodzi rośliny i zwierzęta, które rosną dzięki sile jednoczącej ich elementy. Potem powstają luźne części organizmów zwierzęcych, które łączą się przypadkowo. Przetrwają tylko te istoty, których członki połączyły się w sposób gwarantujący im przetrwanie (zalążek teorii ewolucji). Gdy dochodzi do głosu spór i rozbija jedność, postacie zwierząt są w pełni ukształtowane.
- trzeci – okres miłości. Elementy łączą się według podobieństwa i tworzą cztery sfery koncentryczne: w środku Ziemia, potem woda, powietrze i ogień.
- czwarty to okres, w którym podzielone sfery zaczynają się łączyć za przyczyną miłości. Cykl zostaje zamknięty i może się rozpocząć od nowa.

Dwie kosmologiczne idee Empedoklesa stanowić będą źródło dla wielu późniejszych koncepcji. Są to:
- idea dynamicznej struktury świata, gdzie Wszechświat nie stanowi nienaruszalnego modelu sfer,
- idea siły przyciągania i odpychania jako sił pierwotnych, która odrodziła się w okresie filozofii nowożytnej, stając się podstawą pierwszych koncepcji Teorii Wszystkiego.

Empedokles jako pierwszy sformułował tezę o skończoności prędkości światła, uzasadniając ją rozumowaniem, iż skoro światło polega na ruchu, to do rozchodzenia się wymaga czasu.

### Teoria postrzegania
Na szczególną uwagę zasługuje Empedoklesowe wyjaśnienie zjawiska postrzegania, przyjmowane następnie prawie powszechnie wśród filozofów greckich. Otóż postrzeganie możliwe jest jedynie w sytuacji bezpośredniego zetknięcia narządu zmysłu z przedmiotem. Termin „zetknięcie” należy oczywiście rozumieć bardzo ogólnie, u Empedoklesa chodzi przede wszystkim o to, że wszystkie rzeczy miały emitować tak zwane wypływy (ἀπορροαί aporrhoai). Narządy zmysłów układami porów lub przewodów zakończonych porami. Z jednej strony pory emitują wypływy, a z drugiej wnikać do nich mogą jedynie te wypływy, które do nich pasują. W ten sposób podobne może postrzegać podobne: „poprzez ziemię widzimy ziemię, poprzez wodę wodę, poprzez powietrze powietrze, poprzez ogień niszczący ogień (...)”.
Teorię postrzegania przejęli od Empedoklesa między innymi atomiści, powtarza ją też właściwie bez zmian Platon w Timajosie.

### „Barwy Empedoklesa”
Określenie to dotyczy palety barw ograniczonych tylko do czterech, używanych przez malarzy starożytnej Grecji, które według Empedoklesa miały być związane z czterema żywiołami: biała, czarna, czerwona i żółta. Najstarszy zachowany zabytek odpowiadający tradycyjnym barwom Empedoklesa możemy podziwiać w Muzeum Archeologicznym w Atenach – są to malowane gliniane metopy ze świątyni Apolina w Thermon (ok. 630 r. p.n.e.).

### Religia
W empedoklejskiej nauce o duszy mieszają się wpływy orfickie i pitagorejskie. W Oczyszczeniach pisze Empedokles: „byłem ja już kiedyś chłopcem i dziewczyną, krzewem, ptakiem i niemą rybą", co sugeruje, że wyznawał metempsychozę. Wzorem orfików uważał, że przebywanie w ciele jest dla duszy czymś złym, jednak w odróżnieniu od nich i pitagorejczyków dusza przebywa w ciele dlatego, że w innym wcieleniu dopuszczała się zabijania innych istot żywych.

## Inne
Postać tego myśliciela natchnęła niemieckiego poetę Friedricha Hölderlina do napisania dramatu Empedokles.